# 大伊爾吉兹河
大伊爾吉兹河是俄羅斯的河流，位於薩馬拉州和薩拉托夫州內，屬於伏爾加河的左支流，自奧布希高地的發源地向西流，最終在薩馬拉河以南、沃利斯克附近的巴拉科沃注入伏爾加格勒水庫，河道全長675公里，流域面積24,000平方公里，河水主要來自融雪，河畔城鎮有普加喬夫。
51°59′7″N 47°31′1″E / 51.98528°N 47.51694°E